# 尼尔斯·韦斯特马克
尼尔斯·韦斯特马克（瑞典語：Nils Westermark，1892年9月9日—1980年1月24日），生于斯德哥尔摩，瑞典男子帆船运动员。他曾代表瑞典参加1912年夏季奥林匹克运动会帆船比赛，获得一枚银牌。